# Acrobasis klimeschi
Acrobasis klimeschi is een vlinder uit de familie snuitmotten (Pyralidae). De wetenschappelijke naam is voor het eerst geldig gepubliceerd in 1978 door Roesler.
De soort komt voor in Europa.